# Honda Passport
Honda Passport — серия внедорожников (с 2018 года — кроссоверов) производства японской компании Honda. С 1993 по 2002 год автомобили являлись ребеджингом Isuzu Rodeo.

## Первое поколение (C58; 1993)
Первое поколение Honda Passport выпускалось в комплектациях DX, LX и EX. В комплектации DX автомобили оснащались 2,6-литровым четырёхцилиндровым двигателем мощностью 89,5 кВт (120 л. с.) в паре с пятиступенчатой механической трансмиссией, привод подавался на задние колёса. В комплектации LX автомобили оснащались 3,2-литровым двигателем V6 мощностью 130,5 кВт (175 л. с.) в паре с четырёхступенчатой автоматической трансмиссией, привод подавался на все колёса. В комплектации EX автомобили оснащались 3,2-литровым двигателем V6, привод подавался на все колёса. Некоторые Honda Passport первого поколения оснащались задней осью General Motors, остальные имели заднюю ось Dana Spicer 44.

В 1995 году были внедрены подушки безопасности со стороны водителя и пассажира рядом с водителем. В 1996 году мощность 3,2-литрового двигателя V6 была увеличена со 130,5 кВт (175 л. с.) до 142 кВт (190 л. с.). В 1997 году из модельного ряда была исключена комплектация DX, а из моторной гаммы был исключён 2,6-литровый четырёхцилиндровый двигатель.

## Второе поколение (CK58/CM58/DM58; 1997)
Второе поколение Honda Passport выпускалось в комплектациях LX и EX. У EX запасное колесо располагалось под грузовым отсеком, а у LX запасное колесо устанавливалось сзади. После рестайлинга в 2000 году в модельный ряд была включена комплектация EX-L с кожаными сиденьями, 2-тональными цветами кузова и CD-проигрывателем. Комплектация LX оснащалась 16-дюймовыми колёсами. В марте 2002 года Honda Passport был снят с производства.
- Вид спереди
- Вид сзади
- Рестайлинг

## Третье поколение (YF7/8; 2019)
Третье поколение Honda Passport было представлено 27 ноября 2018 года на автосалоне в Лос-Анджелесе. Розничные продажи начались в феврале 2019 года. В отличие от предыдущих поколений, автомобиль разработан в США и производится в Линкольне, штаб Алабама, наряду с Honda Pilot. Конкурентами являются Chevrolet Blazer, Ford Edge, Nissan Murano и Hyundai Santa Fe.
Комплектации автомобиля — Sport, EX-L, Touring и Elite. В отличие от CR-V и Pilot, Passport не выпускается в комплектации LX. Автомобили выпускаются как с передне-, так и с полноприводной компоновкой, которая не применяется в комплектации Elite.
Автомобили оснащены 3,5-литровым двигателем J35Y6 V6 мощностью 209 кВт (280 л. с.) и крутящим моментом 355 Н·м в паре с девятиступенчатой автоматической трансмиссией с кнопочным управлением, которая также применяется в Ridgeline и Pilot. Клиренс переднеприводных моделей составляет 191 мм, а полноприводных — 206 мм.

В 2021 году были внедрены 8-дюймовый сенсорный экран и системы Apple CarPlay и Android Auto. Для 2022 модельного года Honda Passport прошёл рестайлинг.
- Вид спереди
- Вид сзади
- Интерьер

### Passport TrailSport (2022)
Отделка TrailSport была представлена в 2022 году. В стандартную комплектацию входит полный привод. Базовой моделью стала EX-L.
- 2022 Honda Passport TrailSport
- 2022 Honda Passport TrailSport
- 2022 Honda Passport Elite AWD
- 2022 Honda Passport Elite AWD

## Четвёртое поколение (YF9; 2025)
16 июля 2024 года компания Honda опубликовала тизерные изображения 2026 Honda Passport TrailSport и сообщила, что выпуск намечен на начало 2025 года. Прототип был представлен в октябре 2024. Официально модель была представлена 13 ноября 2024 года, однако производство началось 11 февраля 2025 года. Комплектации: RTL, TrailSport и TrailSport Elite.
Автомобили оснащаются 3,5-литровым двигателем V6 в паре с 10-ступенчатой автоматической трансмиссией. В стандартную комплектацию входит система полного привода Honda i-VTM4.

## Продажи
| Год  | США    | Канада |
| ---- | ------ | ------ |
| 1993 | 106    |        |
| 1994 | 25,758 |        |
| 1995 | 27,981 |        |
| 1996 | 28,184 |        |
| 1997 | 22,622 |        |
| 1998 | 26,094 |        |
| 1999 | 22,974 |        |
| 2000 | 21,892 |        |
| 2001 | 17,448 |        |
| 2002 | 3,525  |        |
| 2003 | 70     |        |
| 2019 | 36,085 | 2,678  |
| 2020 | 39,567 | 2,734  |
| 2021 | 53,133 | 2,869  |
| 2022 | 41,306 | 2,923  |
| 2023 | 40,789 |        |
| 2024 | 32,527 |        |